# Championnat de Tchéquie de football 2003-2004
Navigation
Saison 2002-2003 Saison 2004-2005
La saison 2003-2004 du Championnat de République tchèque de football était la 11e édition de la Gambrinus Liga, le championnat de première division de République tchèque. Les 16 clubs de l'élite jouent les uns contre les autres lors de rencontres disputées en matchs aller et retour au sein d'une poule unique.
C'est le Banik Ostrava qui remporte le titre en terminant en tête du championnat. C'est le tout premier titre de champion de République tchèque de l'histoire du club.

## Les 16 clubs participants
| - AC Sparta Prague - SK Slavia Prague - 1.FC Brno - FC Tescoma Zlín - FK Jablonec 97 - 1.FC Synot - FC Banik Ostrava - FK Teplice | - Chmel Blsany - SK Sigma Olomouc - FC Marila Pribram - SFC Opava - Promu de Druha Liga - Slovan Liberec - FK Viktoria Zizkov - SK Dynamo Ceské Budejovice - Viktoria Plzen - Promu de Druha Liga |

## Compétition

### Classement
Le barème de points servant à établir le classement se décompose ainsi :
- Victoire : 3 points
- Match nul : 1 point
- Défaite : 0 point

| Rang | Équipe                     | Pts | J  | G  | N  | P  | Bp | Bc | Diff |
| ---- | -------------------------- | --- | -- | -- | -- | -- | -- | -- | ---- |
| 1.   | FC Baník Ostrava           | 63  | 30 | 18 | 9  | 3  | 60 | 25 | +35  |
| 2.   | AC Sparta Prague (T) (C)   | 58  | 30 | 16 | 10 | 4  | 48 | 24 | +24  |
| 3.   | SK Sigma Olomouc           | 55  | 30 | 16 | 7  | 7  | 43 | 24 | +19  |
| 4.   | SK Slavia Prague           | 52  | 30 | 15 | 7  | 8  | 43 | 24 | +19  |
| 5.   | 1.FC Synot                 | 48  | 30 | 14 | 6  | 10 | 43 | 37 | +6   |
| 6.   | Slovan Liberec             | 46  | 30 | 12 | 10 | 8  | 38 | 27 | +11  |
| 7.   | FC Tescoma Zlín            | 41  | 30 | 12 | 5  | 13 | 31 | 39 | -8   |
| 8.   | SK Dynamo Ceské Budejovice | 40  | 30 | 11 | 7  | 12 | 38 | 38 | 0    |
| 9.   | FK Teplice                 | 39  | 30 | 9  | 12 | 9  | 32 | 32 | 0    |
| 10.  | FK Jablonec 97             | 38  | 30 | 8  | 14 | 8  | 27 | 32 | -5   |
| 11.  | FC Marila Příbram          | 37  | 30 | 10 | 7  | 13 | 33 | 37 | -4   |
| 12.  | SFC Opava (P)              | 31  | 30 | 8  | 7  | 15 | 34 | 55 | -21  |
| 13.  | Chmel Blšany               | 30  | 30 | 8  | 6  | 16 | 34 | 54 | -20  |
| 14.  | 1.FC Brno                  | 30  | 30 | 7  | 9  | 14 | 33 | 43 | -10  |
| 15.  | FK Viktoria Zizkov         | 27  | 30 | 6  | 9  | 15 | 18 | 34 | -16  |
| 16.  | Viktoria Plzen (P)         | 19  | 30 | 4  | 7  | 19 | 23 | 53 | -30  |

|  | Qualifié pour la Ligue des champions 2004-2005                                                     |
|  | Qualifié pour la Coupe UEFA 2004-2005                                                              |
|  | Qualifié pour la Coupe Intertoto 2004                                                              |
|  | Relégation en 2e division                                                                          |
|  | (T) : Tenant du titre (C) : Vainqueur de la Coupe de République tchèque (P) : Promu de 2e division |

## Bilan de la saison
| Tableau d'Honneur                             |                  |
| Compétition                                   | Vainqueur        |
| Championnat de République tchèque de football | FC Banik Ostrava |
| Coupe de République tchèque de football       | AC Sparta Prague |

| Qualifications européennes    |                                   |
| Ligue des champions 2004-2005 | Qualifiés                         |
| 3e tour préliminaire          | FC Banik Ostrava                  |
| 2e tour préliminaire          | AC Sparta Prague                  |
| Coupe UEFA 2004-2005          | Qualifiés                         |
| 2e tour préliminaire          | SK Slavia Prague SK Sigma Olomouc |
| Coupe Intertoto 2004          | Qualifiés                         |
| 2e tour                       | Slovan Liberec                    |
| 1er tour                      | FK Teplice FC Tescoma Zlín        |

| Promotion et relégation |                                   |
| Relégués en Druhá Liga  | FK Viktoria Zizkov Viktoria Plzen |
| Promus en První Liga    | Petra Drnovice FK Mlada Boleslav  |